# Tarvisio
Tarvisio (tysk: Tarvis; slovensk: Trbiž) er en by og kommune i det nordligste Italien, byen har 3.966(2023) indbyggere. Med sin placering tæt ved både den østrigske og slovenske grænse, har den en blandet atmosfære af både latinsk, germansk og slavisk kultur. Byen blev først italiensk i 1918, da grænsen mellem Italien og Østrig blev rykket hertil fra Pontebba, 25 km vest herfor.
Byen er et pilgrimsmål samt et populært skisportsresort. Tidligere foregik der også en hel del grænsehandel.
1. 1 2  demo.istat.it (fra Wikidata).